# Antonio Sánchez Navarro
Antonio Sánchez Navarro (Palma di Maiorca, 22 aprile 1997) è un calciatore spagnolo, centrocampista del Maiorca.

## Caratteristiche
È un centrocampista difensivo.

## Carriera
Cresciuto nel settore giovanile del Maiorca, trascorre i primi anni di carriera fra terza e quarta divisione con la seconda squadra, oltre a Poblense e Barakaldo. Nel 2019 viene prestato al Mirandés dove gioca 34 incontri in Segunda División diventando titolare fisso. Nel luglio 2020 fa rientro a Maiorca e viene confermato nella rosa della prima squadra, nel frattempo retrocessa in seconda divisione.